# Prisoners (Zvezdna vrata SG-1)
Prisoners je naslov epizode znanstveno-fantastične serije Zvezdna vrata, v kateri O'Neill z ekipo raziskuje na videz nepomemben planet. Med raziskovanjem se pred njihovimi očmi nenadoma pojavi razcapana oseba. Prosi jih, naj jo obvarujejo pred zasledovalcem Taldorjem. Izkaže se, da je neznanec pobegli morilec, s tem, ko mu pomagajo, pa O'Neillova ekipa postane sokriva njegovih zločinov. Kljub prisegam, da so nedolžni, so poslani skozi zvezdna vrata v Hadante, kazenski svet, kjer vlada kruto nasilje.